# Lothar al Franței
Lothair (franceză Lothaire; latină Lothārius); (n. 941 d.Hr., Laon, Hauts-de-France, Franța – d. 2 martie 986 d.Hr., Laon, Hauts-de-France, Franța), uneori numit Lothair al III-lea sau Lothair al IV-lea, a fost rege carolingian al Franciei Occidentale din 10 septembrie 954 până la moartea sa.

## Biografie
Născut la Laon la sfârșitul anului 941, a fost fiul cel mare al regelui Ludovic al IV-lea și Gerberga de Saxonia. Și-a succedat tatăl la 10 septembrie 954 la vârsta de 13 ani și a fost încoronat la mănăstirea Saint-Remi de arhiepiscopul de Reims la 12 noiembrie în același an.
Regina Gerberga a făcut un aranjament cu cumantul eiHugh cel Mare, Duce al francilor și Conte de Paris, care fusese un adversar al tatălui lui Lothar. În schimb, pentru a susține domnia lui Lothar, Hugh a primit conducerea Ducatului de Aquitania și mare parte din Burgundia. Lothar a moștenit un regat unde nobilii bogați dețineau domenii întinse, privilegii și autoritatea regelui era slabă. Nobilii ca  Hugh cel Mare și Herbert al II-lea, conte de Vermandois au reprezentat întotdeauna o amenințare voalată.
În 955, Lothar și Hugh cel Mare au asediat și capturat orașul Poitiers. După moartea lui Hugh cel Mare în 956, Lothar, care avea numai 15 ani,  a intrat sub tutela unchiului său matern Bruno, arhiepiscop de Koln. Sfătuit de Bruno, Lothar a mediat conflictul dintre fiii lui Hugh: Hugh Capet și Otto. Regele a acordat Parisul și titlul dux francorum lui Hugh Capet și lui Otto i-a acordat ducatul de Burgundia în 956.

### Înrăutățirea relaților cu Sfântul Imperiu German
Tutela arhiepiscopului Bruno de Koln, care a durat până în 965, a orientat regatul francilor către o politică de supunere față de regatul Germaniei. În ciuda tinereții sale, Lothar a vrut să conducă singur și a întărit autoritatea sa asupra vasalilor. Această dorință de politică independentă a dus la o deteriorare a relațiilor dintre rege și rudele sale materne și o luptă cu regatul Germaniei. În ciuda acestui fapt, Lothar a dorit să păstreze, cel puțin aparent, legăturile sale cu împăratul Otto I prin căsătoria în 966 cu Prințesa Emma a Italiei, singura fiică a împărătesei Adelaide de Burgundia (soția lui Otto I) din prima ei căsătorie cu regele Lothar al II-lea, membru al dinastiei Bosonid.
În 962 Balduin al III-lea de Flandra, fiu, co-domnitor și moștenitor al lui Arnulf I, a murit iar Arnulf a lăsat moștenire Flandra lui Lothar. După decesul lui Arnulf în 965, Lothar a invadat Flandra și a capturat mai multe orașe însă în cele din urmă a fost respins de către susținătorii lui Arnulf al II-lea.
În 976 frații Reginar al IV-lea de Mons și Lambert I de Leuven, după ce au fost deposedați de moștenirea paternă de către împăratul Otto al II-lea, au făcut o alianță cu Charles (fratele mai mic al regelui Lothar) și cu Otto de Vermandois și au pornit cu o armată împotriva trupelor imperiale. A avut loc la Mons o mare bătălie, al cărei rezultat a rămas nedecis. Deși în secret Lothar a încurajat acest război el nu a intervenit direct pentru a-și ajuta fratele.
În 977, Charles a acuzat-o pe regina Emma de adulter cu episcopul Adalberon de Laon. Sinodul de la Sainte-Macre condus de arhiepiscopul Adalberon de Reims a avut loc la Fismes pentru a discuta situația; din cauza lipsei de dovezi, atât regina cât și episcopul au fost absolviți, iar Charles, care a susținut zvonurile, a fost trimis în exil de către fratele său. 
Împăratul Otto al II-lea a făcut greșeala de a reacorda comitatul de Hainaut lui Reginar al IV-lea și Lambert I și l-a numit pe Charles Duce de Lotharingia Inferioară. Recompensând pe cel care a pus la îndoială onoarea soției regelui francilor, era o jignire adusă regelui însuși.

### Războiul și reconcilierea cu Sfântul Imperiu German
În august 978 Lothar a organizat o expediție în Lorena însoțit de Hugh Capet în care au preluat controlul asupra orașului Aachen însă nu l-au putut captura pe Otto al II-lea sau pe Charles. Lothar a devastat palatul imperial de la Aachen timp de trei zile și a inversat direcția vulturului de bronz al lui Charlemagne cu fața către est în loc de vest.
Drept represalii, Otto al II-lea, însoțit de Charles al Lotharingiei de Jos, a invadat Franța în octombrie 978 și a devastat Reims, Soissons și Laon. Lothar a reușit să scape de trupele imperiale însă Charles a fost proclamat rege al francilor la Laon de către episcopul Dietrich I de Metz, o rudă a împăratului Otto I. Armata imperială a avansat spre Paris, unde a înfruntat armata lui Hugh Capet. La 30 noiembrie 978, Otto al II-lea și Charles, neputând să cucerească Parisul, au renunțat la asediu și s-au retras. Armata regală condusă de Lothar i-a urmărit și i-a învins în timp ce traversau Aisne; armata a reușit  să recupereze Laon, forțându-l pe Otto al II-lea să fugă și să se refugieze la Aachen, împreună cu Charles. 
În regatul franc, retragerea grăbită a împăratului Otto al II-lea a avut un impact considerabil și mult timp evocat ca o mare victorie a Lothar.
Lothar a vrut să contracareze ambițiile fratelui său Charles și a decis să calce pe urmele tatălui său pentru a asigura succesiunea regatului pentru propriul său fiu. La 8 iunie 979, Prințul Ludovic a fost încoronat ca rege junior (iunior rex) însă acesta nu și-a asumat puterea până la decesul lui Lothar în 986.
După aceasta, Lothar a început să se apropie de Sfântul Imperiu German. Episcopii de Reims și Laon, și Casa de Ardennes erau susținătorii acestei apropieri. În iulie 980 Lothar și Otto al II-lea s-au întâlnit la Margut-sur-Chiers la frontiera franco-germană și au încheiat un tratat de pace. Ca parte a acordului, Lothar a renunțat la Lotharingia, permițându-i lui Otto al II-lea să-și îndrepte atenția spre Italia bizantină, pe care voia să o cucerească. Această pace a fost percepută negativ de roberțieni, care au fost excluși din negocieri.  Pacea de la Margut a condus regatul franc să fie inclus în orbita ottoniană, și, în consecință, a slăbit influența roberțienilor în cadrul guvernului regal în favoarea nobilimii din Lotharingia. Temându-se să nu fie prins între regele carolingian și ottonian, Hugh Capet a plecat la Roma în 981 pentru a-l contacta pe Otto al II-lea cu scopul de a crea o alianță. Atunci, Lothar a dat ordinul de a fi capturat la întoarcere.

## Familie
Împreună cu soția sa Emma a Italiei, Lothar a avut doi fii:
- Ludovic al V-lea (966/67 – 22 mai 987), succesor al tatălui său ca rege.[7]
- Otto (c. 970 – 13 noiembrie înainte de 986)

Lothar a avut și doi fii nelegitimi cu sora contelui Robert:
- Arnulf (înainte de 967 – 5 martie 1021), arhiepiscop de Rheims.[24]
- Richard (d. după 991).[7]